# マット・トゥルヴィル
マット・トゥルヴィル（Matt Trouville、1986年9月6日 - ）は、アメリカ合衆国の元ラグビー選手。

## プロフィール
- オーストラリア・ダーリンハースト出身。
- ポジションはフランカー(FL)。
- 身長 195cm、体重 115kg
- アメリカ代表通算キャップ数は5。
- ワールドカップ2015のアメリカ代表に選ばれた[1]。

## 略歴
2017年、ヒューストン・セイバーキャッツに加入。
2020年、現役を引退した。